# حلاس بن عمر راسبی
حُلاس بن عمرو راسبی از کشته‌شدگان ماجرای کربلاست که در حمله اول در روز عاشورا کشته شد.
حُلاس بن عمرو راسبی و برادرش، نعمان بن عمرو، از اهالی کوفه و از اصحاب علی بن ابی‌طالب بودند. گفته‌اند در زمان علی بن ابی‌طالب در کوفه رئیس شهربانی این شهر بود. سپس او و برادرش نعمان، همراه عمر سعد بودند. اما سرانجام به اردوگاه حسین بن علی پیوست. حُلاس زمانی در کوفه فرمانده نیروهای علی بن ابی‌طالب بود، با سپاه عمر بن سعد به کربلا آمد ولی قبل از آغاز جنگ همراه برادرش به سپاه حسین بن علی پیوست و در حمله اول سپاه یزید کشته شد. 
نام او در برخی منابع، «حلاش» آمده است.